# Marshallöarna i olympiska sommarspelen 2008
Marshallöarna deltog i de olympiska sommarspelen 2008 som äger rum i Peking i Kina mellan den 8 och 24 augusti 2012.

## Friidrott

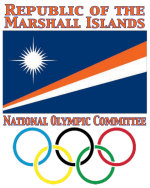
Marshallöarnas nationella olympiska kommittés (NOC) officiella logo.

- Huvudartikel: Friidrott vid olympiska sommarspelen 2008

Förkortningar
- Notera – Placeringar gäller endast den tävlandes eget heat
- Q = Kvalificerade sig till nästa omgång via placering
- q = Kvalificerade sig på tid eller, i fältgrenarna, på placering utan att ha nått kvalgränsen
- NR = Nationellt rekord
- N/A = Omgången inte möjlig i grenen
- Bye = Idrottaren behövde inte delta i omgången

Herrar
Bana och väg
| Idrottare           | Gren  | Heat     | Heat      | Kvartsfinal      | Kvartsfinal      | Semifinal        | Semifinal        | Final            | Final            |
| Idrottare           | Gren  | Resultat | Placering | Resultat         | Placering        | Resultat         | Placering        | Resultat         | Placering        |
| ------------------- | ----- | -------- | --------- | ---------------- | ---------------- | ---------------- | ---------------- | ---------------- | ---------------- |
| Roman William Cress | 100 m | 11.18    | 8         | Gick inte vidare | Gick inte vidare | Gick inte vidare | Gick inte vidare | Gick inte vidare | Gick inte vidare |

Damer
Bana och väg
| Idrottare   | Event | Heat     | Heat      | Kvartsfinal      | Kvartsfinal      | Semifinal        | Semifinal        | Final            | Final            |
| Idrottare   | Event | Resultat | Placering | Resultat         | Placering        | Resultat         | Placering        | Resultat         | Placering        |
| ----------- | ----- | -------- | --------- | ---------------- | ---------------- | ---------------- | ---------------- | ---------------- | ---------------- |
| Haley Nemra | 800 m | 2:18.83  | 7         | Gick inte vidare | Gick inte vidare | Gick inte vidare | Gick inte vidare | Gick inte vidare | Gick inte vidare |

## Simning
- Huvudartikel: Simning vid olympiska sommarspelen 2008

## Taekwondo
| Idrottare  | Gren             | Åttondelsfinaler     | Kvartsfinaler        | Semifinaer           | Återkval             | Bronsmatch           | Final                | Final            |
| Idrottare  | Gren             | Motståndare Resultat | Motståndare Resultat | Motståndare Resultat | Motståndare Resultat | Motståndare Resultat | Motståndare Resultat | Placering        |
| ---------- | ---------------- | -------------------- | -------------------- | -------------------- | -------------------- | -------------------- | -------------------- | ---------------- |
| Anju Jason | Herrarnas −80 kg | Cook (GBR) L 0–7     | Gick inte vidare     | Gick inte vidare     | Gick inte vidare     | Gick inte vidare     | Gick inte vidare     | Gick inte vidare |